# Pasqual de Borja
Pasqual de Borja-Centelles i Ponce de León, Duc de Gandia, Marquès de Llombai i Comte d'Oliva (18 de març 1653—8 de desembre 1716).

## Ducat de Gandia
Heretà el títol amb dotze anys, sota la tutela materna. El 1669 es casà amb Joana Fernández de Còrdova i Figueroa (filla del maruqès de Priego i duc de Feria). L'any següent prengué possessió del ducat. Aquell mateix any va rebre la visita de la infanta Margarida d'Àustria, filla de Felip IV, en el seu camí cap a Dénia des d'on embarcaria cap Alemanya.
Durant la guerra de successió espanyola es va posar del costat filipista, i amb la revolta dels maulets va fugir a Castella amb Joaquín Ponce de León Láncaster y Cárdenas, el virrei filipista.
A la seva mort (1716), el seu fill Lluís de Borja en fou l'hereu, que va morir el 1740 sense descendència. Aleshores els títols familiars passaren a la seva germana Mª Anna, però aquesta morí vuit anys més tard sense fills.
Els títols foren reclamats pel vidu de la seva germana Ignàsia de Borja, duc de Benavente. Així el ducat de Gandia, el marquesat de Llombai, el comtat d'Oliva, de Mayalde i de Ficalho, i el principat de Squillace passaren als Pimentel.

## Antecedents familiars
Fill de Francesc Dídac Pasqual de Borja i María Ponce de León.

## Núpcies i descendents
Es va casar amb Joana Fernández de Córdova-Figueroa, amb qui va tenir:
- Francesc de Borja, mort infant.
- Lluís Ignasi de Borja, duc de Gandia.
- Mª Anna de Borja, duquessa de Gandia.
- Ignàsia de Borja, casada amb Antonio de pimentel, duc de Benavente.